# Capitães da Areia (minissérie)
Capitães da Areia é uma minissérie brasileira, exibida pela Rede Bandeirantes de 5 a 16 de dezembro de 1989 em 10 capítulos, a partir de uma adaptação do livro homônimo do escritor baiano Jorge Amado. Teve direção de Walter Lima Jr.

## Elenco
| Ator                       | Personagem                   |
| -------------------------- | ---------------------------- |
| Leandro de Souza           | Pedro Bala                   |
| Alethea Miranda            | Dora                         |
| Geraldo Del Rey            | Padre José Pedro             |
| Tamara Taxman              | Dalva                        |
| Rodrigo Pereira da Silva   | Gato                         |
| André Gonçalves            | Boa-Vida                     |
| Bruno Sobral               | Sem-Pernas                   |
| Pablo Sobral               | Pirulito                     |
| Miriam Pires               | Ester                        |
| Thaís Portinho             | Laurinda                     |
| Isolda Cresta              |                              |
| Jackson de Souza           |                              |
| Marcus Vinícius            | Querido-de-Deus              |
| Renato Coutinho            | Raimundo (pai de Pedro Bala) |
| Thelma Reston              | Prostituta                   |
| Jacyra Silva               | Don´aninha                   |
| Flávio Santiago            |                              |
| Paulo Hamilton             | Professor                    |
| Ivan Sérgio                |                              |
| Alex Sérgio                |                              |
| Jean Carlos Rodrigues      | Dedinho                      |
| Alessandro Davi França (†) | Barandão                     |
| Roberto Pereira            |                              |
| Roberto Bomtempo           |                              |
| Clemente Viscaíno          |                              |
| Yolanda Cardoso            |                              |
| José Steimberg             | Padre                        |
| Aymara Limma               | Glorinha                     |